# Sa Lông
Sa Lông là một xã thuộc huyện Mường Chà, tỉnh Điện Biên, Việt Nam.

## Địa lý
Xã Sa Lông có vị trí địa lý:
- Phía đông giáp xã Hừa Ngài
- Phía tây giáp xã Ma Thì Hồ
- Phía nam giáp thị trấn Mường Chà
- Phía bắc giáp xã Huổi Lèng.

Xã Sa Lông có diện tích 84,78 km², dân số năm 2022 là 3.765 người, mật độ dân số đạt 44 người/km².

## Hành chính
Xã Sa Lông được chia thành 6 bản: 36, Chiêu Ly, Cổng Trời, Sa Lông I, Sa Lông II, Thèn Pả.

## Lịch sử
Ngày 14 tháng 11 năm 2006, Chính phủ ban hành Nghị định số 135/2006/NĐ-CP về việc thành lập xã Sa Lông trên cơ sở điều chỉnh 8.500 ha diện tích tự nhiên và 2.374 nhân khẩu của xã Huổi Lèng.
Ngày 6 tháng 12 năm 2019, HĐND tỉnh Điện Biên ban hành Nghị quyết số 148/NQ-HĐND về việc thành lập Bản 36 trên cơ sở bản Pu Ca và bản Háng Lìa.